# Hydroporus sanfilippoi
Hydroporus sanfilippoi là một loài bọ cánh cứng trong họ Bọ nước. Loài này được Ghidini miêu tả khoa học năm 1958.